# Antonio Asprucci

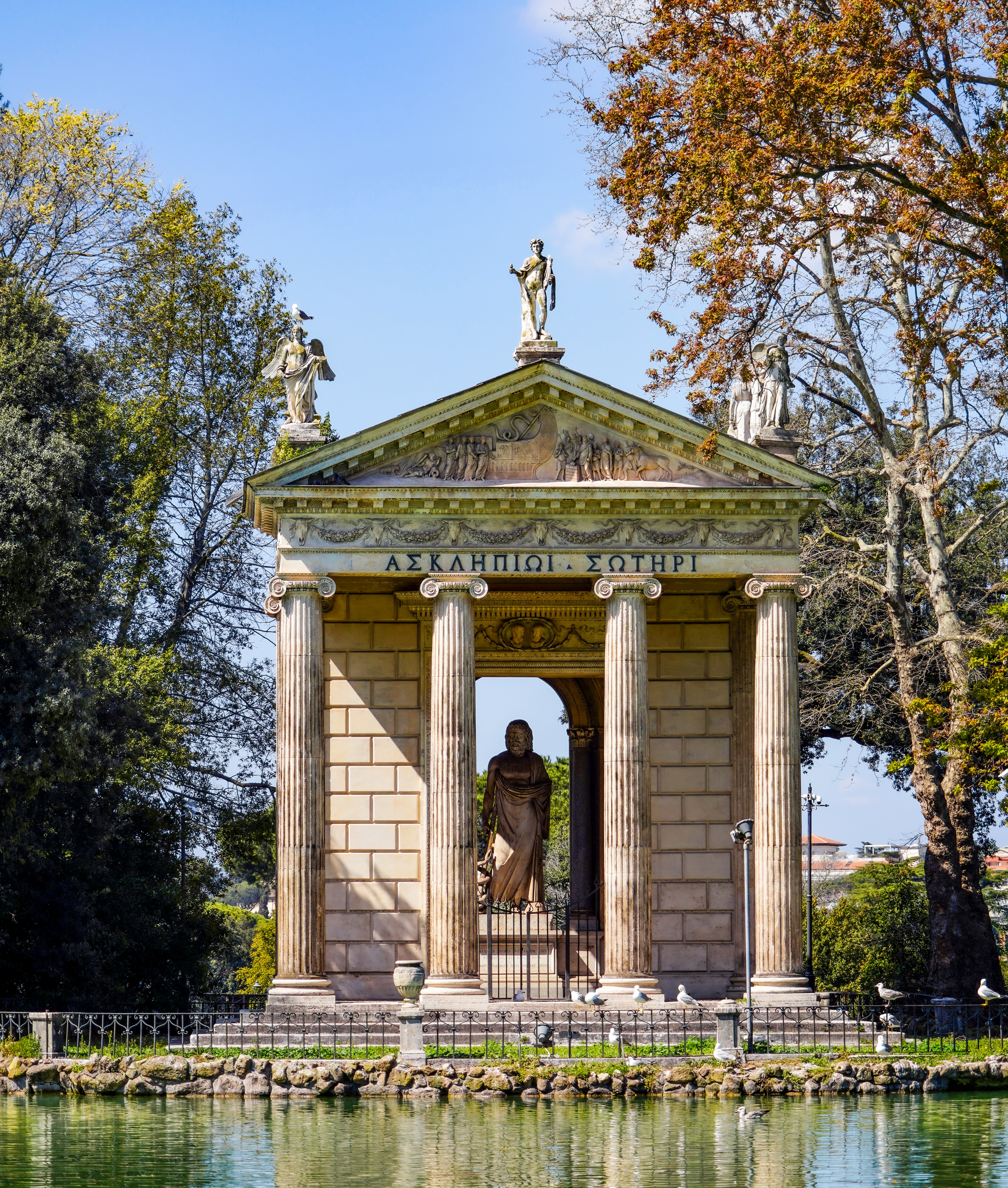
Giardino del lago con tempio di Esculapio, Villa Borghese, Roma.

Antonio Asprucci (Roma, 20 maggio 1723 – Roma, 14 febbraio 1808) è stato un architetto italiano.

## Biografia
Fu allievo di Nicolò Salvi, di cui divenne assistente in vari lavori. Una volta resosi indipendente lavorò per il duca di Bracciano e costruì una casa per Marcantonio IV Borghese a Pratica di Mare.
Fu uno dei primi a introdurre a Roma il Neoclassicismo come stile architettonico.
In molti lavori, come in quelli relativi a Villa Borghese, collaborò con il figlio Mario, anche lui architetto.
Fu membro della prestigiosa Accademia di San Luca, di cui fu eletto anche Principe nel 1790.

## Opere

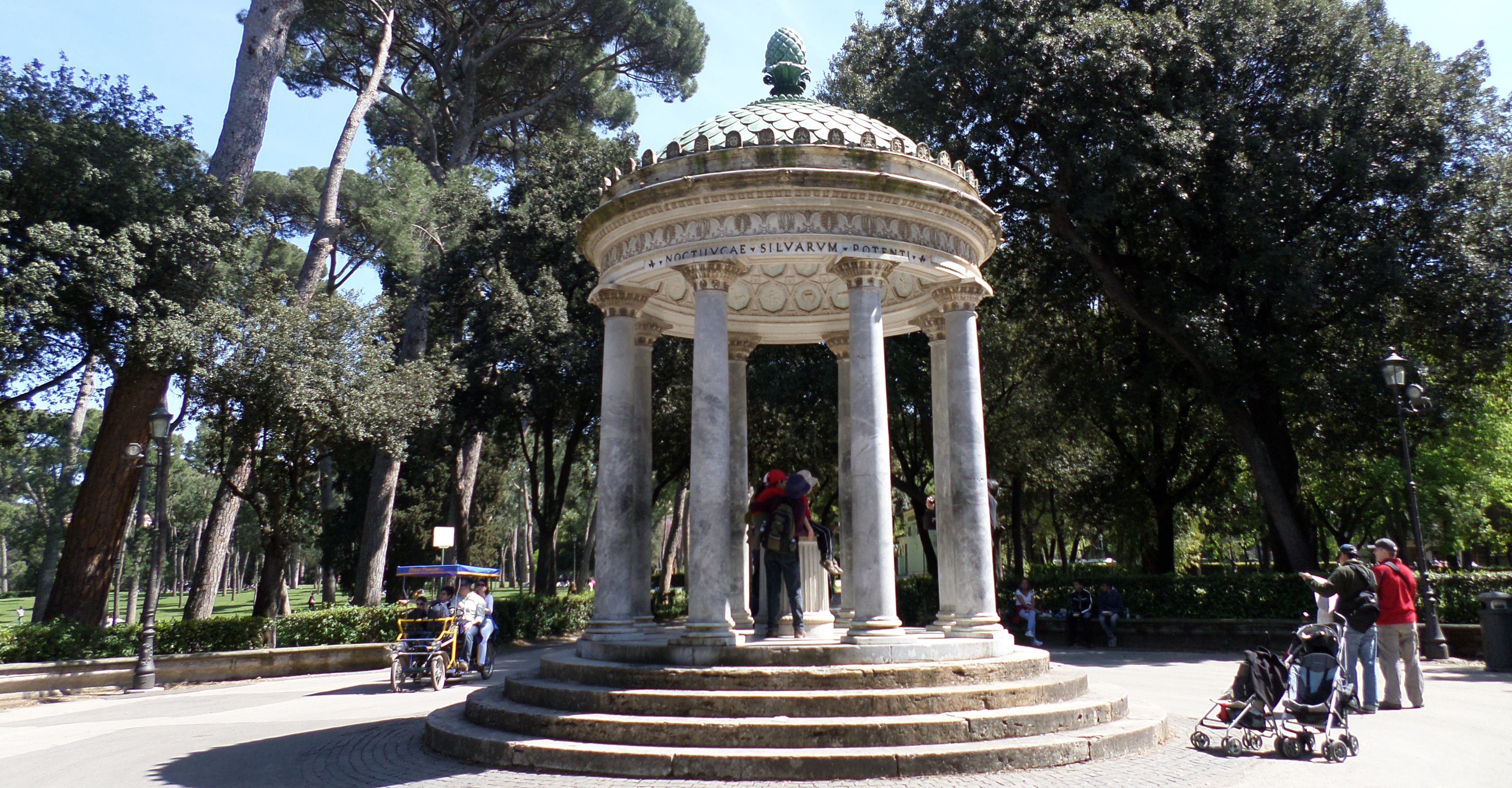
Il Tempio di Diana (Villa Borghese).

L'Asprucci lavorò a molte opere architettoniche di Villa Borghese a Roma, a partire dalla sistemazione generale dei giardini della villa, dal 1782 per oltre un ventennio. 
La sua opera più famosa è il tempietto dedicato a Esculapio (1787) all'interno dei giardini di Villa Borghese. Questo piccolo edificio neoclassico con portico ionico tetrastilo è situato al centro del laghetto della villa romana.
Altre opere nella villa romana sono la chiesetta di Santa Maria Immacolata in Piazza di Siena e il riordino del Casino della Villa Pinciana, sede della Galleria Borghese, con la sistemazione degli oggetti d'arte ivi contenuti.